# Calle 34 (Metro de Filadelfia)
Calle 34  es una estación de ferrocarril en la línea Market–Frankford del Metro de Filadelfia. La estación se encuentra localizada en 34th Street y Market Street en Filadelfia, Pensilvania. La estación Calle 34 fue inaugurada el 20 de junio de 1956.. La Autoridad de Transporte del Sureste de Pensilvania (por sus siglas en inglés SEPTA) es la encargada por el mantenimiento y administración de la estación.

## Descripción y servicios
La estación Calle 34 cuenta con 1 plataforma central y 2 vías.  La estación cuenta con el servicio de trenes locales, es decir que operan todos los días entre 8:30 a. m. a las 3:45 p. m., todas las noches, fines de semana y días festivos.

## Conexiones
La estación es abastecida por las siguientes conexiones: 
- Rutas de autobuses SEPTA: 30 y LUCY